# Thyris sinicaensis
Thyris sinicaensis är en fjärilsart som beskrevs av Thiele 1990. Thyris sinicaensis ingår i släktet Thyris och familjen Thyrididae. Inga underarter finns listade i Catalogue of Life.